# Дмитрий Фурманов (тип речных судов)
Дмитрий Фурманов — тип четырёхпалубных речных теплоходов, строившихся на верфи VEB Elbewerften Boizenburg/Roßlau в Бойценбурге (ГДР — с октября 1990 года ФРГ) в 1983—1992 годах, известный также как проект 302, немецкое обозначение — BiFa 129М (нем. Binnenfahrgastschiff 129 Meter — пассажирское судно каботажного плавания длиной 129 метров) по имени головного судна I серии этого проекта.

## История
Речные пассажирские суда этого проекта изготавливались с 1983 по 1992 год на немецкой судоверфи VEB Elbewerften Boizenburg/Roßlau в городе Бойценбурге (ГДР, с октября 1990 г. ФРГ). Проект был утверждён Министерством речного флота в 1973 г. под названием проект 301, который был затем модифицирован в проект 302 и выпуск осуществлялся четырьмя сериями номера 1 — 6 (302 I); 8 — 21 (302 II); 22 — 23 (302M); 24 — 27 (302MK). Всего по заказам СССР было построено 27 теплоходов проекта 302, из них 2 теплохода проекта 302М, 4 теплохода проекта 302МК. Судно № 28 (проектное название «Владимир Высоцкий») после развала СССР достроено не было, было разобрано и часть корпуса стала основой для самого большого в Европе тусовочного судна (Party-ship) Ocean Diva Original. Три теплохода проекта 302МК, построенные в 1991 году («Аркадий Гайдар», «Константин Станюкович», «Александр Грин»), из-за неоплаты постройки заказчиком, то есть СССР, были проданы в Китай и сейчас работают на реке Янцзы под именами Xian Na (en. Princess Sheena), Xian Ni (en. Princess Jeannie) и Xian Ting (en. Princess Elaine). Проекты 302М и 302МК отличаются от проекта 302 сильно сдвинутой вперед рулевой рубкой, отсутствием четырёхместных кают, увеличенным числом кают класса Люкс, наличием пассажирских кают на солнечной палубе и отсутствием панорамных окон в кинозале. Теплоходы проекта 302 эксплуатируются: в России — на Волге, Каме, Дону, реках и озёрах Волго-Балтийского водного пути; на Украине — на Днепре с выходом в Чёрное море вдоль побережья и в Китае на реке Янцзы.

## Техническое оснащение
Отдельные суда отличаются в зависимости от варианта небольшими отклонениями в размерах, оснащены различными образцами двигателей и другими особенностями, обусловленными их применением. Причём с годами суда были модернизированы, перестроены и переоборудованы в соответствии с современными требованиями, причём число пассажирских мест резко сократилось, так как ставка делалась на комфорт и уют пассажиров. Суда оснащены приводом с тремя советскими дизельными реверсируемыми четырёхтактными главными двигателями 6ЧРН 36/45 (ЭГ70-5) с газотурбонаддувом.

## На борту
Во время строительства суда были оборудованы одно- и двухкомнатными каютами, а также 1-, 2- и 3-х местными каютами, которые все были оснащены душевыми. К услугам пассажиров два ресторана и два салона.
По проекту был запланирован ресторан на 180 и второй ресторан на 80 мест. Кафе-бар с танцплощадкой на 79 мест, музыкальный салон — на 66, музыкальный салон с баром — на 75, салон для отдыха — на 28, универсальный кинозал — на 102, бар — на 75, солярий с лежаками — на 100 мест, а также парикмахерская, сувенирный киоск, библиотека, сауна, буфет, телефонная будка, медпункт, спортивный и массажный салон.

## Речные круизные суда проекта 302, 302M, 302MK / BiFa129M (ГДР)
Переименование судов указано в скобках в хронологическом порядке, английская транслитерация по образцу и согласно Российскому морскому регистру судоходства:
| Тип Дмитрий Фурманов         | Тип Дмитрий Фурманов                                                                               | Тип Дмитрий Фурманов                                                                                        |
| № п/п                        | Название                                                                                           | Английская транслитерация                                                                                   |
| Проект 302 — Первая серия    | Проект 302 — Первая серия                                                                          | Проект 302 — Первая серия                                                                                   |
| ---------------------------- | -------------------------------------------------------------------------------------------------- | --- |
| 1                            | Дмитрий Фурманов                                                                                   | Dmitriy Furmanov                                                                                            |
| 2                            | Академик Виктор Глушков (Академік Віктор Глушков, Академик Глушков, Игорь Стравинский, Волга Стар) | Akademik Viktor Glushkov (Akademik Viktor Glushkov (ukr.), Akademik Glushkov, Igor Stravinskiy, Volga Star) |
| 3                            | Новиков-Прибой (Сергей Дягилев)                                                                    | Novikov-Priboy (Sergey Dyagilev)                                                                            |
| 4                            | Алексей Сурков (Викинг Хельги)                                                                     | Aleksey Surkov (Viking Helgi)                                                                               |
| 5                            | Константин Симонов                                                                                 | Konstantin Simonov                                                                                          |
| 6                            | Леонид Соболев                                                                                     | Leonid Sobolev                                                                                              |
| 7                            | Михаил Шолохов(Игорь Стравинский)                                                                  | Mikhail Sholokhov (Igor Stravinsky)                                                                         |
| Проект 302 — Вторая серия    | | |
| 8                            | Алексей Ватченко (Иван Бунин)                                                                      | Aleksey Vatchenko (Ivan Bunin)                                                                              |
| 9                            | Юрий Андропов                                                                                      | Yuriy Andropov                                                                                              |
| 10                           | Зосима Шашков                                                                                      | Zosima Shashkov                                                                                             |
| 11                           | Генерал Ватутин (Генерал Ватутін, General Vatutin, Лебединое озеро)                                | General Vatutin (ukr. General Vatutin, General Vatutin, Swan Lake)                                          |
| 12                           | Русь                                                                                               | Rus |
| 13                           | Ленин                                                                                              | Lenin |
| 14                           | Сергей Киров (Викинг Трувор)                                                                       | Sergey Kirov (Viking Truvor)                                                                                |
| 15                           | Маршал Рыбалко (Зірка Дніпра, Zirka Dnipra, Лунная Соната)                                         | Marshal Rybalko (ukr. Zirka Dnipra, Zirka Dnipra, Moonlight Sonata)                                         |
| 16                           | Маршал Кошевой (Викинг Акун)                                                                       | Marshal Koshevoy (Viking Akun)                                                                              |
| 17                           | Георгий Чичерин                                                                                    | Georgiy Chicherin                                                                                           |
| 18                           | Леонид Красин                                                                                      | Leonid Krasin                                                                                               |
| 19                           | Николай Бауман (Княжна Анастасия)                                                                  | Nikolay Bauman (Knyazhna Anastasiya)                                                                        |
| 20                           | Генерал Лавриненков                                                                                | General Lavrinenkov                                                                                         |
| 21                           | Нарком Пахомов (Викинг Ингвар)                                                                     | Narkom Pakhomov (Viking Ingvar)                                                                             |
| Проект 302 — Третья серия    | | |
| 22                           | Глеб Кржижановский                                                                                 | Gleb Krzhizhanovskiy                                                                                        |
| 23                           | Максим Литвинов                                                                                    | Maksim Litvinov                                                                                             |
| Проект 302 — Четвёртая серия | | |
| 24                           | Тарас Шевченко (Т. Г. Шевченко) (Александра)                                                       | Taras Shevchenko (T. G. Shevchenko) (Alexandra)                                                             |
| 25                           | Константин Станюкович (Xian Ni) (англ. вариант Princess Jeannie)                                   | Konstantin Stanyukovich (Xian Ni) (eng. variant Princess Jeannie)                                           |
| 26                           | Аркадий Гайдар (Xian Na) (англ. вариант Princess Sheena)                                           | Arkadiy Gaidar (Xian Na) (eng. variant Princess Sheena)                                                     |
| 27                           | Александр Грин (Xian Ting) (англ. вариант Princess Elaine)                                         | Aleksandr Grin (Xian Ting) (англ. вариант Princess Elaine)                                                  |
| 28                           | планировался как Владимир Высоцкий, но построен как Ocean Diva Original                            | планировался как Vladimir Vysotskiy, но построен как Ocean Diva Original                                    |

## Теплоходы проекта 302
Список судов проекта содержит все суда с указанием в примечании первоначального имени и последующих переименований в обратном хронологическом порядке слева направо:
| Дата постройки                                   | Строительный номер | Фото | Название                    | Капитан                      | Оператор                                                 | Флаг | Маршруты | Переименование, статус |  |
| Суда типа Дмитрий Фурманов /проект 302/BiFa 129М |                    |      |                             |                              |                                                          |      | | |  |
| Проект 302 — первая серия                        |                    |      |                             |                              |                                                          |      | | |  |
| июнь 1983                                        | 378                |      | Симфония севера             | Липин Пётр Максимович        | Созвездие                                                | →    | Москва — Санкт-Петербург, Москва — Тверь | ранее Дмитрий Фурманов |  |
| август 1983                                      | 379                |      | Волга Стар                  |                              | Ортодокс, ООО «Росфлотинвест», аренда ОАО «Донинтурфлот» | →    | Москва — Санкт-Петербург, Санкт-Петербург — Москва                                                                                          | ← ранее Академик Глушков (2001—2011), Академік Віктор Глушков (1993—2001), Академик Виктор Глушков (1983—1993), Игорь Стравинский                           |  |
| октябрь 1983                                     | 380                |      | Сергей Дягилев              |                              | Ортодокс, ОАО «Донинтурфлот»                             | →    | | ранее Новиков-Прибой |  |
| июнь 1984                                        | 381                |      | Викинг Хельги               |                              | Viking River Cruises                                     | →    | | ранее Алексей Сурков |  |
| сентябрь 1984                                    | 382                |      | Константин Симонов          | Казаков Александр Николаевич | ВодоходЪ                                                 | →    | Санкт-Петербург — Москва, Санкт-Петербург — Кижи                                                                                            | обслуживание на борту на немецком языке |  |
| апрель 1985                                      | 383                |      | Леонид Соболев              | Грушин Михаил Лазаревич      | ВодоходЪ                                                 | →    | Москва — Углич — Санкт-Петербург — Ярославль — Горицы — Санкт-Петербург — Кижи — Мандроги — Санкт Петербург                                 | |  |
| июнь 1985                                        | 384                |      | Михаил Шолохов              |                              | Ортодокс (собственник Донинтурфлот)                      | →    | | |  |
| Проект 302 — вторая серия                        |                    |      |                             |                              |                                                          |      | | |  |
| июль 1985                                        | 385                |      | Иван Бунин                  |                              | Ортодокс (собственник Донинтурфлот)                      | →    | | ранее Алексей Ватченко |  |
| февраль 1986                                     | 386                |      | Юрий Андропов               |                              | ВодоходЪ                                                 | →    | | с 2010 плавобщежитие на Каспии; Юрий Андропов на Каспии — Фотофакт                                                                                          |  |
| июль 1986                                        | 387                |      | Зосима Шашков               | Миронов Владимир Витальевич  | ВодоходЪ                                                 | →    | Москва — Углич — Санкт-Петербург — Ярославль — Горицы — Санкт-Петербург — Кижи — Мандроги — Санкт Петербург                                 | |  |
| сентябрь 1986                                    | 388                |      | Лебединое озеро             | Симачев Андрей Александрович | Созвездие                                                | →    | Из Москвы по Верхней и Средней Волге, Москва — Санкт-Петербург, из Санкт-Петербурга по озёрам Северо-Запада                                 | В 1993 году переименован в «Генерал Ватутін», в 2017 — «Лебединое озеро»                                                                                    |  |
| май 1987                                         | 389                |      | Русь                        | Степанов Сергей Федорович    | ВодоходЪ                                                 | →    | Москва — Санкт-Петербург, Москва — Астрахань, Нижний Новгород — Москва                                                                      | |  |
| июнь 1987                                        | 390                |      | Ленин                       | Андреев Владимир Викторович  | ВодоходЪ                                                 | →    | Москва — Санкт-Петербург — Москва | |  |
| сентябрь 1987                                    | 391                |      | Викинг Трувор               | Воронин Александр Николаевич | Viking River Cruises                                     | →    | | ранее Сергей Киров |  |
| март 1988                                        | 392                |      | Лунная Соната               | Быков Алексей Анатольевич    | Созвездие                                                | →    | Из Санкт-Петербурга по озёрам Северо-Запада, из Москвы по Верхней Волге                                                                     | ранее Маршал Рыбалко; Зірка Дніпра, с 2017 — «Лунная Соната»                                                                                                |  |
| июль 1988                                        | 393                |      | Викинг Акун                 |                              | Viking River Cruises                                     | →    | Санкт-Петербург | ранее Маршал Кошевой |  |
| сентябрь 1988                                    | 394                |      | Георгий Чичерин             | Царёв Алексей Юрьевич        | ВодоходЪ                                                 | →    | Санкт-Петербург —Мандроги — Кижи — Горицы — Углич — Москва, Москва — Углич — Ярославль — Горицы — Кижи — Мандроги — Санкт-Петербург и т. п. | [ 17 ] |  |
| март 1989                                        | 395                |      | Леонид Красин               | Скворцов Александр Юрьевич   | Мостурфлот                                               | →    | Рейсы из Москвы в Н.Новгород, Казань, Ярославль                                                                                             | |  |
| июнь 1989                                        | 396                |      | Княжна Анастасия            | Косицкий Павел Николаевич    | Мостурфлот                                               | →    | эксплуатируется на линии Москва — Санкт Петербург                                                                                           | ранее Николай Бауман |  |
| март 1990                                        | 397                |      | Генерал Лавриненков         |                              | Ортодокс (собственник Донинтурфлот)                      | →    | | смена флага |  |
| июнь 1990                                        | 398                |      | Викинг Ингвар               |                              | Viking River Cruises                                     | →    | | бывш. Нарком Пахомов |  |
| Проект 302M — третья серия                       |                    |      |                             |                              |                                                          |      | | |  |
| июль 1990                                        | 301                |      | А.С. Пушкин                 | Бербасов Сергей Валентинович | Мостурфлот                                               | →    | с осени 2011 до 2018 плавобщежитие на Каспии;Глеб Кржижановский на Каспии                                                                   | ранее Глеб Кржижановский |  |
| апрель 1991                                      | 302                |      | Максим Литвинов             |                              | Ортодокс (собственник Донинтурфлот)                      | →    | Москва — Санкт-Петербург, Санкт-Петербург — Москва                                                                                          | [ 20 ] |  |
| Проект 302MK — четвёртая серия                   |                    |      |                             |                              |                                                          |      | | |  |
| сентябрь 1991                                    | 303                |      | Т. Г. Шевченко              |                              | Ортодокс                                                 | →    | с 2011 ТОО Каспий Ак Желкен; работает как стоечное судно-плавобщежитие нефтеразработок на Каспийском море в Казахстане                      | ранее Тарас Шевченко |  |
| октябрь 1991                                     | 304                |      | Xian Ni — Princess Jeannie  |                              | China Regal Cruises                                      |      | Янцзы | (строительное название Константин Станюкевич) |  |
| ноябрь 1991                                      | 305                | Фото | Xian Na — Princess Sheena   |                              | China Regal Cruises                                      |      | Янцзы | (строительное название Аркадий Гайдар) |  |
| декабрь 1991                                     | 306                |      | Xian Ting — Princess Elaine |                              | China Regal Cruises                                      |      | Янцзы | (строительное название Александр Грин) |  |
| 1996 (остов); 2003                               | 307                |      | Ocean Diva Original         |                              | Oceandiva                                                |      | Амстердам, Роттердам, Кёльн | номер 307, перестроено на стапеле, кормовая часть была отделена и достроена как Ocean Diva Original в Нидерландах (строительное название Владимир Высоцкий) |  |

## Эксплуатация

### В России
После распада СССР большая часть судов проекта 301 досталась России. Сегодня теплоходы 301 проекта — одни из самых больших судов на российских реках.

### На Украине
После распада СССР семь из построенных судов достались речному флоту Украины. После аннексии Крыма Россией в 2014 году пароходы данного класса оказались слабо загружены, их габариты создавали сложности с проходом под мостами, а их единственное преимущество в виде возможности их эксплуатации в Чёрном море на рейсах в Крым оказались не востребованы, что привело к их простою и продаже российским операторам. Последним был продан в Россию теплоход «Зірка Дніпра»